# Орач (село)
Орач е село в Североизточна България. То се намира в община Антоново, област Търговище.

## География
Край селото текат две реки – Карадере и Топила. Основната част от населението са потомци на бежанци от Западните покрайнини, прогонени от Босилеградско по време на Сръбско-Българската война от 1885 г. Заселват се по родове, което дава и названието на отделните махали. Например: „Дядо Ангелкова махала“. Един от известните родове в селото е Шуглеви (ударението е на „ви“). На шопски диалект "шугле" означава "яре", тоест малкото на коза. Както в Орач, така и в околните села – Божица, Поройно, Ястребино, Длъжка поляна, Стойново и други от Община Антоново, са шопи от Кюстендилско и Босилеградско. Бежанци са от села като Трекляно, Горна и Долна Лисина, Горна и Долна Любата и други.

## Личности
Родени в Орач:
- Константин Теллалов (1925 – 1997), български политик от БКП

1. ↑  www.grao.bg